# Новоселиця (Новгород-Сіверський район)
Новосе́лиця —  село в Україні, у Коропській селищній громаді Новгород-Сіверського району Чернігівської області. Населення становить 2 особи.(2020). Від 2016 орган місцевого самоврядування — Коропська селищна рада.

## Символіка
На гербі зображений лелека, колосок пшениці та соняшник. Лелека - представник місцевої фауни, соняшник і пшениця - основні сільгоспкультури. Зелений колір - село лежить на краю лісового масиву. 

## Історія
12 червня 2020 року, відповідно до розпорядження Кабінету Міністрів України № 730-р «Про визначення адміністративних центрів та затвердження територій територіальних громад Чернігівської області», увійшло до складу Коропської селищної громади.
19 липня 2020 року, в результаті адміністративно-територіальної реформи та ліквідації Коропського району, увійшло до складу Новгород-Сіверського району Чернігівської області.

## Населення

### Мова
Розподіл населення за рідною мовою за даними перепису 2001 року:
| Мова       | Кількість | Відсоток |
| ---------- | --------- | -------- |
| українська | 21        | 100%     |